# Korunka (rozhledna)

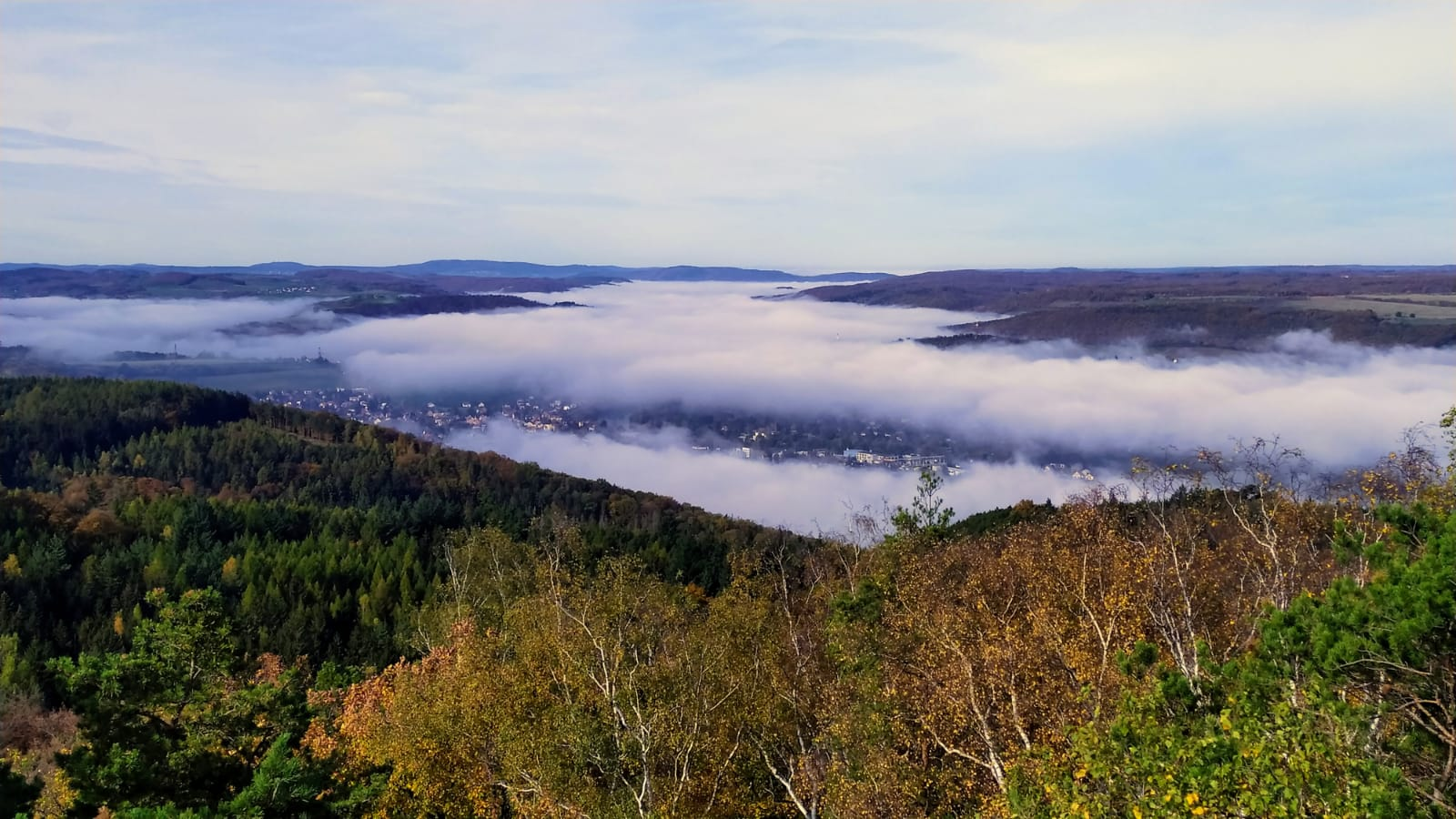
Pohled z rozhledny Korunka

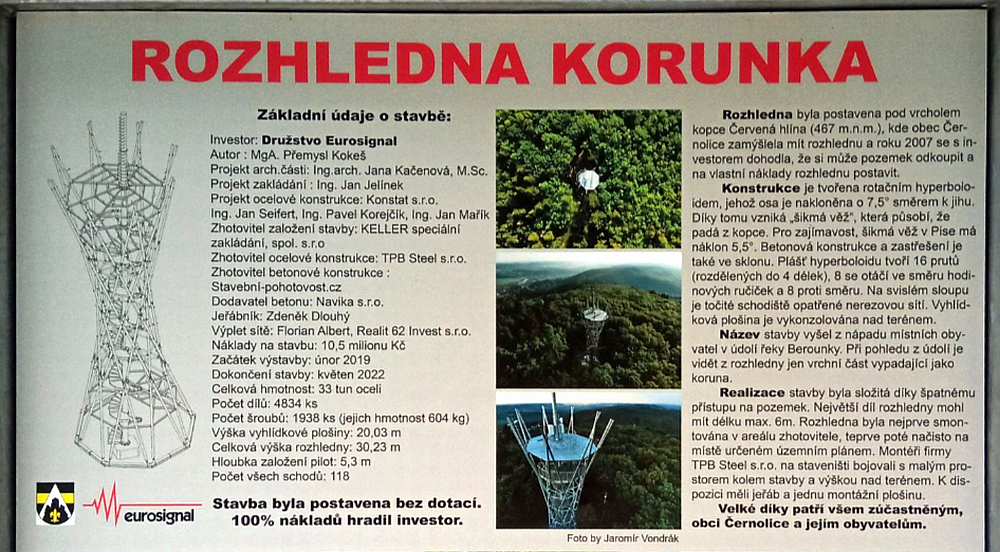
Textová část informační tabule o rozhledně Korunka

Korunka je ocelová rozhledna o 118 schodech a 30 metrech výšky stojí od roku 2022 na vrcholu příkrého zalesněného kopce Červená hlína nad řekou Berounkou, v nadmořské výšce 467 m n. m. na severním okraji obce Černolice (Okres Praha-západ, Středočeský kraj) v Brdech.

## Historie
Rozhledna se nachází v katastru obce Černolice na vrchu Červená hlína (též Červený vrch). Obecní úřad Černolice  projevil zájem o výstavbu rozhledny na zalesněném kopci Červená hlína cca již kolem roku 2010. Tento záměr byl zanesen v roce 2013 do územního plánu obce Černolice. V roce 2016 uzavřela obec s investorem dohodu o koupi pozemku, která obsahovala i klausuli o tom, že stavba bude zároveň i turistickou rozhlednou. Věž postavila na své náklady v letech 2021 až 2022 pražská telekomunikační firma Družstvo Eurosignal.

## Projekt
Stavbu architektonicky připravil MgA. Přemysl Kokeš; projektovou dokumentaci (architektonická část) vypracovala Ing. arch. Jana Kačenová, MSc. spolu s projektanty ocelových konstrukcí z pražské firmy Konstat s.r.o. (Ing. Jan Seifert (hlavní projektant), Ing. Pavel Korejčík a Ing. Jan Mařík, Ph.D.)

## Budování
Příprava dokumentace, povolovací procesy a odklady znamenaly několikaletou prodlevu, ale první práce (úprava přístupové cesty, instalace přívodního elektrického napájecího vedení a položení optického kabelu) byly spuštěny na jaře 2019. V roce 2020 byly vybudovány základy (hloubka založení pilot je 5,3 metru) a kovové patky budoucí telekomunikační věže – rozhledny. Na jaře 2021 si firma cvičně smontovala (ve výzkumném areálu v Praze-Běchovicích) podstatnou část konstrukce rozhledny. Po následné demontáži byly ověřené díly přepraveny do lokality nad Černolice, kde bylo v září 2021 zahájeno vztyčování konstrukce rozhledny. Celková hmotnost rozhledny činí 33 tun oceli; celá rozhledna sestává z 4 834 dílů a je spojena 1 938 kusy šroubů, jejichž celková hmotnost je 604 kg. Generálním dodavatelem rozhledny byla stavební firma TPB Steel s.r.o.  Další část stavebních prací provedla pražská firma Keller - speciální zakládání, spol. s r.o., dále Stavebni-pohotovost.cz (betonové konstrukce), Navika s.r.o. (dodávka betonu) a Realit 62 Invest s.r.o. (výplet sítě).

## Uvedení do provozu
Rozhledna byla zkolaudována 17. května 2022 a slavnostně otevřena pro veřejnost v neděli 29. května 2022. Jméno rozhledny navrhl jeden z místních obyvatel a investor pojmenoval rozhlednu „Korunka“ na základě vizuální podoby vrchní části stavby, která (při pohledu z údolí řeky Berounky) je z celé rozhledny patrná a připomíná korunu. Provozovatelem turistické části rozhledny je obec Černolice. Společnost Eurosignal (poskytovatel internetu) využívá komunikační technologii věže jako vysílač pro Dobřichovice a další brdské obce v radiovém dosahu. Tatáž společnost uhradila i celkové náklady na výstavbu ve výši 10,5 milionu korun.

## Popis rozhledny
Kovová (ocelová) konstrukce rozhledny dosahuje celkové výšky 30 metrů, má tvar rotačního hyperboloidu s nakloněnou osou (je vyosená od svislice o 7,5 stupně směrem k jihu) takže rozhledna budí dojem poněkud z kopce padající „šikmé věže“. Sklon 7,5 stupně má i betonová konstrukce a zastřešení rozhledny. Věž je sestavena ze dvou nakloněných mimoběžných křižujících se rotačních hyperboloidů. Plášť věže je tvořen 16 pruty (8 levotočivých a 8 pravotočivých), které jsou rozděleny do 4 délek. Věží prochází točité vřetenové schodiště. Schodiště se vine kolem svislého sloupu a je chráněno nerezovou sítí. Ačkoliv je výška celé věže 30 metrů, vyhlídková plošina je ve výšce 20 metrů nad zemí a vede k ní 118 kovových roštových schodů.

## Přístupnost

### Z údolí Berounky
K rozhledně Korunka (na zalesněném kopci Červená hlína nad Černolicemi) je možno se dostat z asi 3,5 km vzdálených Dobřichovic. Na hřeben vrchu Červená hlína s rozhlednou Korunka stoupá také žlutá turistická značka od železniční zastávky Všenory na trati 171 Praha–Beroun. Stavba rozhledny na kopci je dobře patrná již z údolí řeky Berounky, z míst, které jsou turisticky využívány jako nástupní místo pro cestu na brdský hřeben.

### Z obce Řitka
Černolice se nachází u obce Řitka (u dálnice D4). Odtud (u rybníka) je možno zahájit postup po žluté turistické značce směrem k nádraží Všenory. Asi po 1,5 km pěší chůze je křižovatka s červenou turistickou značkou (rozcestí U Šraňku; 49°54'4.162"N, 14°16'23.104"E). Dále je možno postupovat (cca 1,7 km) po červeně značené turistické trase směrem k Černolickým skalám. Důležitým orientačním bodem je rozcestí Červená hlína (49°54'39.348"N, 14°17'17.668"E), kde se žlutá značka odděluje od červené. Z tohoto rozcestí pokračuje červená značka až pod vrchol kopce Červená hlína (po dalších cca 900 metrech), odkud je rozhledna dosažitelná po krátké (a zcela zřejmé) neznačené cestě.

### Z Černolic
Do Černolic je možno vystoupat (převýšení 160 metrů) od Berounky z obce Všenory po cca 3 km. Nebo jsou Černolice přístupny z obce Řitka po 2 km jízdy po rovině. Cestu k rozhledně je možno začít nejlépe u místního černolického hřbitova (GPS: 49°54'48.129"N, 14°17'47.139"E). Tady vedou dvě cesty (přímo kolem hřbitovní zdi nebo obchvatem z křižovatky ulic Malinová x K Chatám z druhého konce ulice Malinová), které vedou stoupáním obě severním směrem až k okraji lesa. Dále neznačená cesta pokračuje do kopce po lesní kamenité pěšině i dalších 150 metrů, až se napojí na červenou turistickou značku (GPS: 49°54'54.370"N, 14°17'46.429"E). Po červeně značené cestě pokrčuje turista jen asi 30 metrů k místu, kde červeně značená cesta prudce zahýbá doleva (GPS: 49°54'55.497"N, 14°17'46.558"E). Zde je třeba opustit červenou značku a dát se kamenitou cestou vpravo. Po 150 metrech chůze do svahu je již vrchol kopce Červená hlína s rozhlednou.

## Dohlednost
Rozhledna je veřejnosti přístupná od března do listopadu. Z kruhové zastřešené vyhlídkové plošiny rozhledny je vidět Brdy, Berounsko, vysílač Cukrák a přilehlou strakonickou dálnici, okrajovou panelovou výstavbu v jižní části Prahy, Černošice, v údolí meandr řeky Berounky, rozhlednu Na Závisti; za dobré viditelnosti horu Říp, pohoří Šumavy i Krkonoše.

## Zajímavost
Pod schodištěm rozhledny k dispozici turistické veřejnosti v ledničce malé samoobslužné občerstvení.